# Maulika
Maulika is een geslacht van kevers uit de familie bladkevers (Chrysomelidae).
De wetenschappelijke naam van het geslacht werd in 1980 gepubliceerd door Basu & Sengupta.

## Soorten
- Maulika bengalica Lopatin, 1984
- Maulika cornuta Medvedev, 1999
- Maulika decemmaculata Basu & Sengupta, 1980